# Croix du Mérite de guerre (Allemagne)
Pour les articles homonymes, voir Croix du Mérite de guerre.
La croix du Mérite de guerre (en allemand : Kriegsverdienstkreuz) est une décoration de l'Allemagne nazie pendant la Seconde Guerre mondiale, qui pouvait être attribuée au personnel militaire aussi bien qu'à des civils.

## Création et classes
Cette récompense a été créée par Adolf Hitler le 18 octobre 1939 en tant que successeur de la « croix de fer pour les non-combattants » (croix de fer dont le ruban a ses couleurs inversées), attribuée dans les précédentes guerres.
La décoration comprenait plusieurs classes à l'instar de la croix de fer :
- la croix du Mérite de guerre de deuxième classe ;
- la croix du Mérite de guerre de première classe ;
- la croix de chevalier de la croix du Mérite de guerre.

Pour chaque classe, elle possédait deux catégories :
- avec glaives récompensant les soldats pour des services exceptionnels dans la bataille au-delà de l'appel du devoir (mais pas digne d'une croix de fer, qui était davantage une récompense d'acte de bravoure) ;
- sans glaives pour services méritoires derrière les lignes, de ce qui pourrait également être attribué à des civils.

Les bénéficiaires devaient avoir le grade inférieur de la récompense avant de passer au prochain niveau.
Il y eut également une autre version en dessous de la 2e classe, appelée simplement la Médaille du mérite de guerre (en allemand : Kriegsverdienstmedaille), mise en place en 1940 pour les civils afin de compenser le grand nombre de 2e classe sans glaives en cours d'attribution. Elle était généralement décernée à des travailleurs dans les usines ayant largement dépassé leur quota de travail.

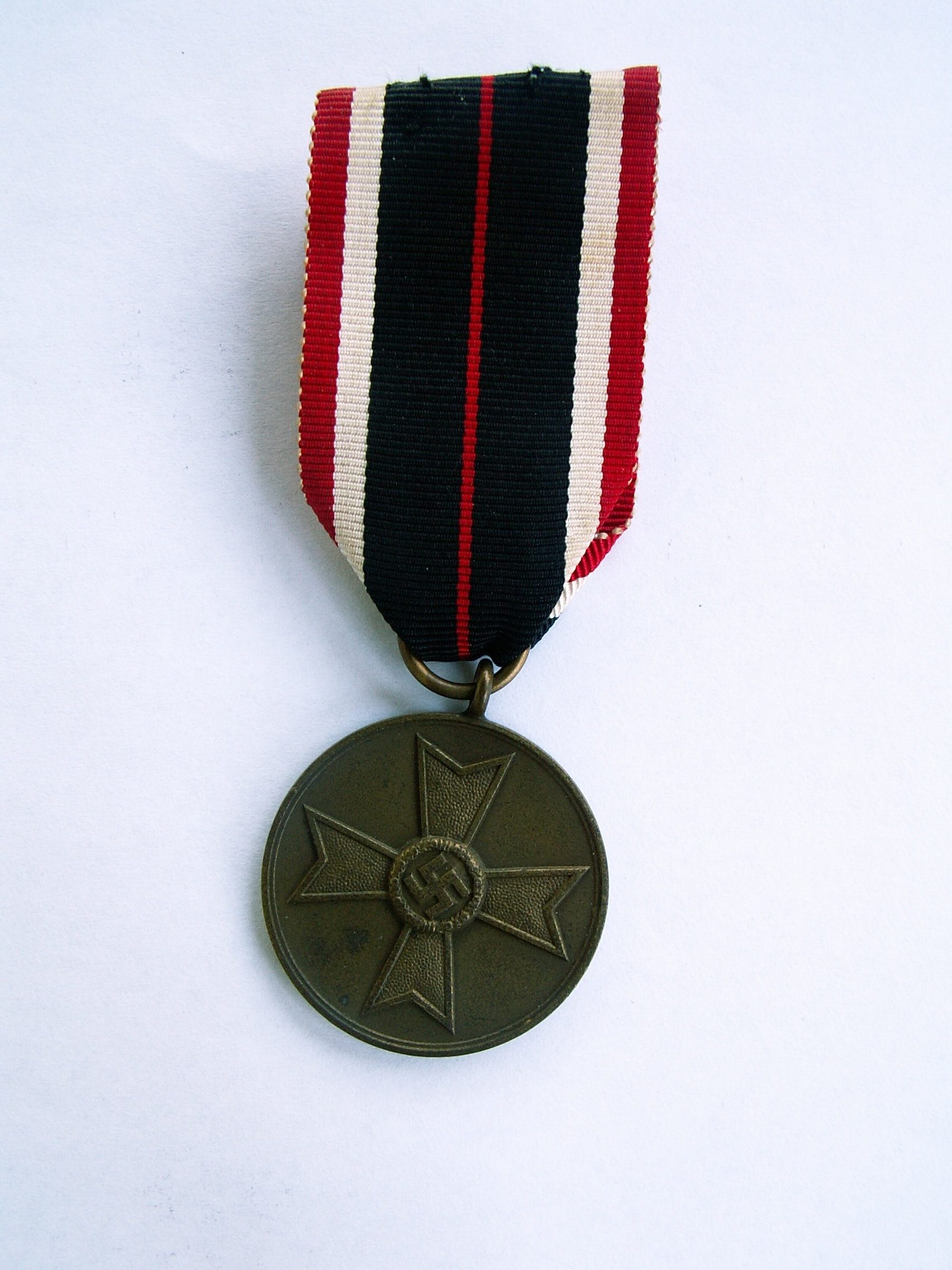
Médaille du mérite de guerre.
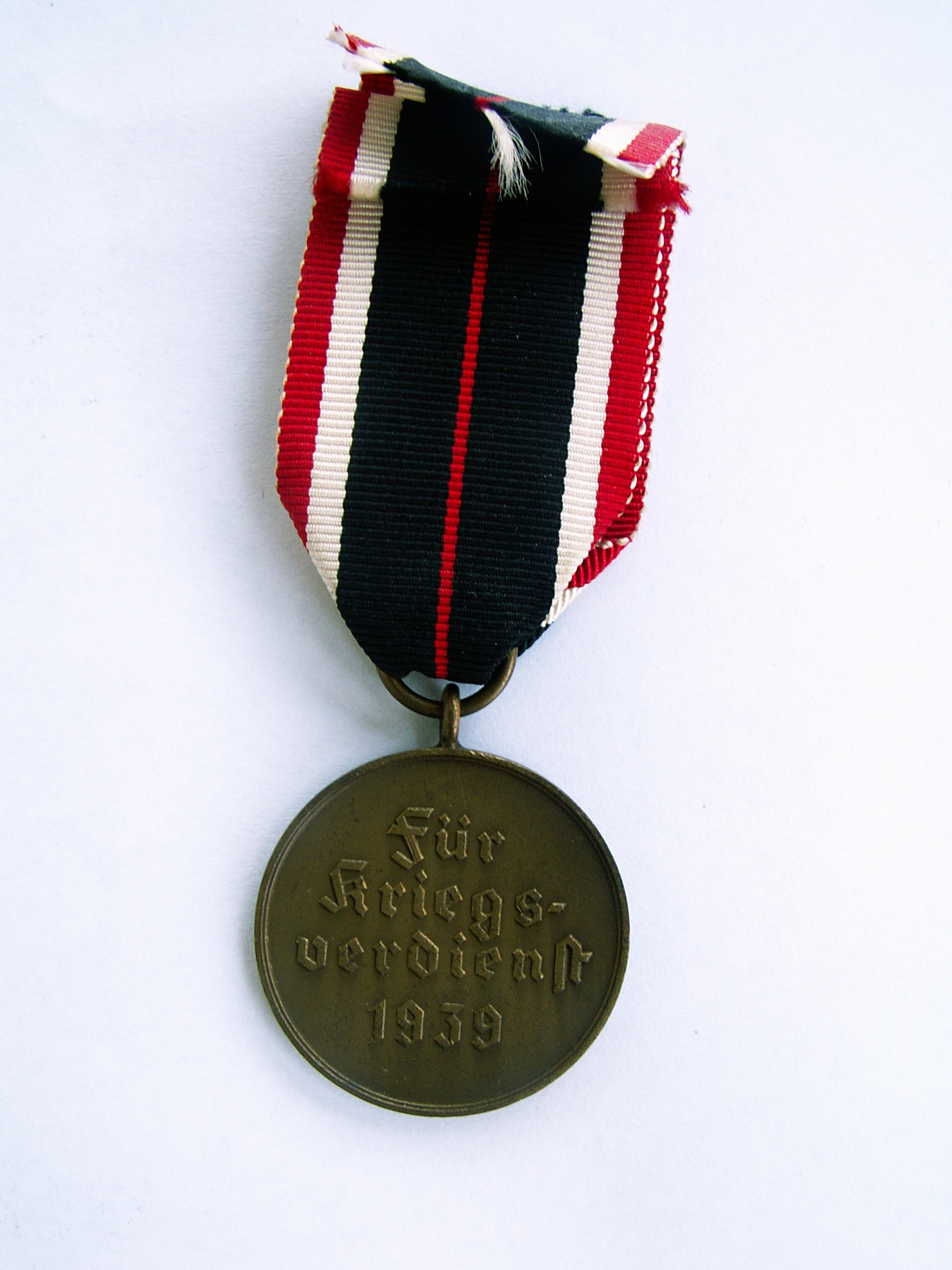
Dos de la médaille.

Une tradition voulait que les lauréats de la croix des chevaliers de la croix du Mérite de guerre soient récompensés en recevant leurs médailles des mains des lauréats de la croix des chevaliers de la croix de fer, symbolisant le lien entre le soldat du front et le personnel à l'arrière qui a permis de maintenir l'effort de guerre.
Il y eut une classe supplémentaire de la croix du Mérite de guerre, à la suggestion d'Albert Speer : la croix de chevalier de la croix du Mérite de guerre en or, mais elle n'a jamais été officiellement inscrite sur la liste des prix nationaux. Cet ordre a vu le jour en 1945, et la fin de la guerre ne permit pas de promulguer officiellement la décoration. La croix de chevalier de la croix du Mérite de guerre en or (sans glaives) a été décerné à deux lauréats, le 20 avril 1945 : Franz Hahne et Karl Saur.
La croix de chevalier de la croix du Mérite de guerre a été attribué 54 fois sans glaives et 243 fois avec glaives.
La couleur du ruban de la croix du Mérite de guerre est rouge-blanc-noir-blanc-rouge, qui est pour les couleurs rouge et noire à l'inverse du ruban de la croix de fer.

## Après-guerre

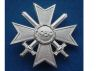
La croix du Mérite de guerre modèle 1957.

Conformément à la loi de titres, ordres et médailles (Ordensgesetz) du 26 juillet 1957, le port de la distinction en République fédérale d'Allemagne a été autorisé mais sans les emblèmes nazis (sans la présence de la swastika et de l'aigle) pour les anciens combattants récipiendaires.

### Sources
- (en) Cet article est partiellement ou en totalité issu de l’article de Wikipédia en anglais intitulé « War Merit Cross » (voir la liste des auteurs).